# Schachen (Bad Grönenbach)
Schachen ist eine Einöde des Kneippheilbades Bad Grönenbach im Landkreis Unterallgäu in Bayern.

## Geografie

### Topographie
Die Einöde liegt rund drei Kilometer nordwestlich von Bad Grönenbach auf einer Höhe von 710 m ü. NN. Schachen grenzt im Uhrzeigersinn, im Norden beginnend, an die Weiler Heißenschwende (ein Ortsteil der Gemeinde Kronburg), Wieslings, Hörpolz, Hohmanns und Fautzen.

### Geologie
Schachen befindet sich auf Deckenschotter der Mindeleiszeit des Pleistozäns. Der Untergrund besteht aus Kies, Sand und zum Teil Konglomerat.

## Geschichte
1528 wurde die Einöde Schachen erstmals erwähnt. Sie gehörte bis zur Eingemeindung von Zell nach Bad Grönenbach, 1972, zur Gemeinde Zell.